# Serviço Nacional de Aprendizagem Comercial

Logo des SENAC

Serviço Nacional de Aprendizagem Comercial (kurz: SENAC, dt. „nationaler Ausbildungsdienst für die Handelslehre“) ist eine private landesweit tätige brasilianische Institution des öffentlichen Rechts.
Der 1946 gegründete SENAC wird von den großen brasilianischen Dienstleistungsunternehmen finanziert und bietet berufsausbildende Kurse in den Dienstleistungsberufen und in medizinischen Berufen.
Die brasilianischen Dienstleistungsunternehmen müssen 1 % der von ihnen gezahlten Lohngelder an den SENAC abführen, um dessen Berufsbildungszentren zu finanzieren. Das Gleiche gilt für den Serviço Nacional de Aprendizagem Rural (SENAR), der für die berufliche Ausbildung im Landwirtschaftsbereich zuständig ist und den Serviço Nacional de Aprendizagem Industrial (SENAI), bei dem die gewerbliche Ausbildung in Industrieberufen stattfindet.
Im Jahr 2017 besuchten 1.965.913 Auszubildende einen Kurs beim SENAC, wo sie von 25.197 Dozenten unterrichtet wurden.
Es gibt zahlreiche Angebote für Fernunterricht.